# Herr Gott, dich loben wir, BWV 16
Herr Gott, dich loben wir (BWV 16) ist eine Kirchenkantate von Johann Sebastian Bach. Er komponierte die Kantate in Leipzig für den Neujahrstag und führte sie am 1. Januar 1726 erstmals auf.

## Geschichte und Worte
Bach schrieb die Kantate in seinem dritten Jahr in Leipzig für Neujahr 1726. Der Tag wurde als Fest der Beschneidung des Herrn gefeiert. Die vorgeschriebenen Lesungen für den Festtag waren Gal 3,23–29  („Wir sind Erben durch den Glauben“) und Lk 2,21  („Die vorgeschriebene Beschneidung und Namensgebung Jesu nach acht Tagen“). Der Kantatentext stammt aus einer Veröffentlichung aus dem Jahr 1711 von Georg Christian Lehms, die ohne Bezug zu den Lesungen Lob und Dank für die Gaben der Vergangenheit und die Bitte um weiteren Segen betont. Der Dichter begann den Eingangschor mit den ersten vier Zeilen von Martin Luthers deutschem Te Deum Herr Gott, dich loben wir. Das folgende Paar von Rezitativ und Arie betrachtet die Vergangenheit, ein weiteres blickt in die Zukunft. Der Dichter hatte keinen Schlusschoral vorgesehen, doch Bach wählte die letzte Strophe von Paul Ebers Helft mir Gotts Güte preisen (c.1580).
Bach führte die Kantate erstmals am 1. Januar 1726 auf.

## Besetzung und Aufbau
Die Kantate ist besetzt mit drei Solisten (Alt, Tenor und Bass), vierstimmigem Chor, Corno da caccia zur Verstärkung der Choralmelodie, zwei Oboen, Oboe da caccia, zwei Violinen, Viola, Violetta (alternativ) und Basso continuo.
1. Coro: Herr Gott, dich loben wir.
2. Recitativo (Bass): So stimmen wir bei dieser frohen Zeit.
3. Aria (Bass, tutti): Laßt uns jauchzen, laßt uns freuen.
4. Recitativo (Alt): Ach treuer Hort.
5. Aria (Tenor): Geliebter Jesu, du allein.
6. Chorale: All solch dein Güt wir preisen.

## Musik
Im Eingangschor übernehmen Sopran und Horn die liturgische Melodie des Tedeum, während die Unterstimmen in bewegtem Kontrapunkt geführt sind, wobei auch sie von Instrumenten verstärkt werden, während Oboe I und Violine I eine vierte Kontrapunktstimme bilden. Das folgende Secco-Rezitativ endet mit den Worten: „O, sollte darum nicht ein neues Lied erklingen und wir in heißer Liebe singen?“. Konsequent beginnt der folgende Satz attacca mit den Stimmen: „Laßt uns jauchzen, laßt uns freuen“. Dieser ungewöhnliche Satz vereint Elemente von Arie und Chor in einer freien da-capo-Form. Im ersten Teil dominiert der Chor, im Mittelteil das Bass-Solo. Ein zweites Secco-Rezitativ führt zu einer innigen Arie, die 1726 von einer obligaten Oboe da caccia begleitet wurde. In einer späteren Aufführung, vielleicht 1734, wurde sie durch eine Violetta ersetzt, womit nach Johann Gottfried Walther eine Viola oder eine Altgambe gemeint sein kann. Die Kantate schließt mit einem vierstimmigen Choral.

## Einspielungen
- J.S. Bach: Das Kantatenwerk – Sacred Cantatas Vol. 1. Gustav Leonhardt, Tölzer Knabenchor, King’s College Choir, Leonhardt-Consort, Paul Esswood, Marius van Altena, Max van Egmond. Teldec 1972.
- Die Bach Kantate Vol. 20. Helmuth Rilling, Gächinger Kantorei, Bach-Collegium Stuttgart, Gabriele Schreckenbach, Peter Schreier, Philippe Huttenlocher. Hänssler 1981
- Bach Edition Vol. 4 – Cantatas Vol. 1. Pieter Jan Leusink, Holland Boys Choir, Netherlands Bach Collegium, Sytse Buwalda, Nico van der Meel, Bas Ramselaar. Brilliant Classics 1999
- Bach Cantatas Vol. 17: Berlin / For for New Year’s Day / For the Sunday after New Year. John Eliot Gardiner, Monteverdi Choir, English Baroque Soloists, Charles Humphries, James Gilchrist, Peter Harvey. Soli Deo Gloria 2000.
- J.S. Bach: Complete Cantatas Vol. 16, Ton Koopman, Amsterdam Baroque Orchestra & Choir, Bogna Bartosz, Paul Agnew, Klaus Mertens. Antoine Marchand 2001.
- J.S. Bach: Cantatas for the Complete Liturgical Year Vol. 4: „Sie werden aus Saba alle kommen“ – Cantatas BWV 16 · 65 · 153 · 154, Sigiswald Kuijken, La Petite Bande, Elisabeth Hermans, Petra Noskaiová, Jan Kobow, Jan van der Crabben. Accent 2006.
- J.S. Bach: Cantatas Vol. 42. Masaaki Suzuki, Bach Collegium Japan, Robin Blaze, Gerd Türk, Peter Kooy. BIS 2008.